# Shaun Dooley
Pour les articles homonymes, voir Dooley.
Shaun Dooley, né en 1974 à Barnsley, est un acteur britannique.

## Biographie
Shaun Dooley est né à Barnsley, au Royaume-Uni. Ses parents sont Ann et Denis Dooley. Il a deux sœurs cadettes : Stephanie et Kimberly.
Il a fait ses études à l’Arden School of Theatre, à Manchester.

### Vie privée
Il est marié à l'actrice Polly Dooley depuis 1999. Ils ont quatre enfants.

## Carrière
Il commence sa carrière à la télévision en 1997 dans les séries Coronation Street et Casualty, où il est présent jusqu'à l'année suivante.
Il enchaîne les rôles sur le petit écran dans The Grand, Inspecteurs associés, Médecins de l'ordinaire, ou encore Holby City en 2000 (il reviendra avec un rôle différent en 2005).
En 2001, il obtient un rôle plus important dans EastEnders et ce jusqu'en 2004. Entre-temps, on peut aussi le voir lors d'un épisode d'Affaires non classées (il reviendra aussi avec un rôle différent en 2008).
En 2005 et 2006, il est présent dans de nombreuses séries (The Royal, Flics toujours, La Loi de Murphy, Ghost Squad, Rosemary and Thyme, The Bill, Vital Signs, ou encore Strictly Confidential).
En 2007, il fait ses premiers pas au cinéma dans La Bataille de Bassora de Marc Munden. Il est également présent dans la distribution de la mini-série Mobile. L'année d'après, il joue dans le film d'horreur Eden Lake de James Watkins, aux côtés de Kelly Reilly, Michael Fassbender et Jack O'Connell.
En 2010, il est présent uniquement à la télévision dans les séries Five Days, Married Single Other, Inspecteur George Gently et Moving On. L'année d'après, il tourne une seconde fois avec Rebecca Hall (après les téléfilms The Red Riding Trilogy) dans La Maison des ombres
En 2012, il tourne de nouveau pour James Watkins dans le film d'horreur La Dame en noir avec Daniel Radcliffe et retrouve Jack O'Connell dans la série Misfits, où il restera jusqu'à l'année suivante. Toujours en 2013, il est présent aux côtés de Rebecca Ferguson, Max Irons et James Frain dans la mini-série historique The White Queen.
En 2015, il fait partie de la distribution de la série Broadchurch et joue aussi dans Cuffs, This Is England '90, Ordinary Lies et Hoff the Record. L'année suivante, il retrouve un rôle important dans DCI Banks.
En 2017, il est présent dans la mini-série Gunpowder avec Kit Harington, Peter Mullan, Mark Gatiss, Liv Tyler, Tom Cullen, ou encore Edward Holcroft.
En 2019, il joue aux côtés de Sam Claflin et Timothy Spall dans le film The Corrupted de Ron Scalpello. A la télévision, il est présent dans les séries The Witcher (avec Henry Cavill) et Gentleman Jack (avec Suranne Jones). L'année suivante, il a un petit rôle dans le film Official Secrets de Gavin Hood, avec Keira Knightley et Matt Smith et à la télévision, il revient sur Netflix avec la série The Stranger.

## Filmographie

### Cinéma

#### Longs métrages
- 2007 : La Bataille de Bassora (The Mark of Cain) de Marc Munden : Caporal Gant
- 2008 : Eden Lake de James Watkins : Jon
- 2009 : Salvage de Lawrence Gough : Kieran
- 2009 : Kandahar Break de David Whitney : Richard Lee
- 2011 : La Maison des ombres (The Awakening) de Nick Murphy : Malcolm McNair
- 2011 : Junkhearts de Tinge Krishnan : Josh
- 2012 : La Dame en noir (The Woman in Black) de James Watkins : Fisher
- 2012 : Offender de Ron Scalpello : Jackie Nash
- 2014 : Blood Moon de Jeremy Wooding : Calhoun
- 2018 : Pond Life de Bill Buckhurst : Russ Buckfield
- 2019 : The Corrupted de Ron Scalpello : Eamonn McDonagh
- 2020 : Official Secrets de Gavin Hood : John

#### Courts métrages
- 1997 : Groove on a Stanley Knife de Beth Azore et Tinge Krishnan : Shaun
- 2005 : Pitch Perfect de J Blakeson : Ellis
- 2006 : Ex Memoria de Josh Appignanesi :
- 2009 : The Appointment de J Blakeson : Karl
- 2012 : Rachael de Rankin : Le père
- 2012 : Peekaboo de Debbie Howard : Andy
- 2014 : The Karman Line d'Oscar Sharp : Dave
- 2014 : Cowboy Ben de Scott Rawsthorne et Jon Shaikh : Ben
- 2015 : Wild Space de Kara Smith : Le narrateur
- 2017 : Blood Shed de James Moran : Jack

### Télévision

#### Séries télévisées
- 1997 - 1998 : Coronation Street : Richie Fitzgerald
- 1997 - 1998 : Casualty : un pompier
- 1998 : The Grand : Heckler
- 1998 : Inspecteurs associés (Dalziel and Pascoe) : Robert Pascoe
- 1999 : Médecins de l'ordinaire (Peak Practice) : un infirmier
- 2000 / 2005 : Holby City : Dave Wilson / Tom Gold
- 2001 - 2004 : EastEnders : Rev. Tom Stuart
- 2002 / 2008 : Affaires non classées (Silent Witness) : Paul Preston / Inspecteur Adam Tranfield
- 2003 : P.O.W. : Brown
- 2004 : Les Enquêtes de Foyle (Foyle's War) : Gordon Drake
- 2005 : The Royal : Martin Tomlinson
- 2005 : Flics toujours (New Tricks) : Rick Mayo
- 2005 : La Loi de Murphy (Murphy's Law) : Ollington
- 2005 : Vincent : Malcolm
- 2005 : Ghost Squad : Barry Mills
- 2006 : Rosemary and Thyme : Becker
- 2006 : The Bill : Harvey Taylor
- 2006 : Vital Signs : Rob Glover
- 2006 : The Street : Peter Harper
- 2006 : Coming Up : Steve
- 2006 : Strictly Confidential : Gary Shelton
- 2007 : Mobile : Inspecteur George Fleming
- 2008 : Inspecteur Barnaby (Midsomer Murders) : Mark Purdy
- 2008 : Harley Street : Nick Marsh
- 2008 : Apparitions : Liam
- 2009 : Londres, police judiciaire (Law and Order : UK) : Jack Gilmore
- 2010 : Five Days : Sgt. Parke
- 2010 : Married Single Other : Eddie
- 2010 : Inspecteur George Gently (Inspector George Gently) : Darren Paige
- 2010 : Moving On : Anthony
- 2011 : Les Arnaqueurs VIP (Hustle) : Cooper
- 2011 : South Riding : Mr. Holly
- 2011 : De grandes espérances (Great Expectations) : Joe Gargery
- 2011 : Exile : Mike Eldridge
- 2011 : Sugartown : Jason Burr
- 2011 : Postcode : Dean
- 2012 : Benidorm : Pete Garvey
- 2012 - 2013 : Misfits : Greg[1]
- 2013 : The White Queen : Sir Robert Brackenbury
- 2013 : Common Ground : Porno Bri
- 2014 : Wolfblood : Kincaid
- 2014 : Nous, les hommes de 14-18 (Our World War) : Fred Firth
- 2014 : The Game : Jim Fenchurch
- 2015 : Broadchurch : Ricky Gillespie
- 2015 : Cuffs : DC Carl Hawkins
- 2015 : This Is England '90 : Mr Lewis
- 2015 : Ordinary Lies : Dave
- 2015 : Hoff the Record : Greg
- 2016 : DCI Banks : Steve Richards
- 2017 : Gunpowder : Sir William Wade
- 2017 : Jamestown : Révérend Michaelmas Whitaker
- 2018 : Doctor Who : Epzo
- 2019 : The Witcher : Le Roi Foltest de Temeria
- 2019 : Gentleman Jack : Jeremiah Rawson
- 2020 : The Stranger (Intimidation) : Doug Tripp
- 2024 : Mr Bates vs The Post Office (mini-série) : Michael Rudkin

#### Téléfilms
- 1999 : Warriors, l'impossible mission (Warriors) de Peter Kosminsky : Soldat John Hookway
- 2002 : Shackleton de Charles Sturridge : Hubert Hudson
- 2005 : Mémoire d'enfant (Child of Mine) de Jamie Payne : Simon
- 2007 : Diana : Last Days of a Princess de Richard Dale : Trevor Rees-Jones
- 2009 : The Red Riding Trilogy : 1983 (Red Riding : The Year of Our Lord 1983) d'Anand Tucker : Dick Alderman
- 2009 : The Red Riding Trilogy : 1980 (Red Riding : The Year of Our Lord 1980) de James Marsh : Dick Alderman
- 2009 : The Red Riding Trilogy : 1974 (Red Riding : The Year of Our Lord 1974) de Julian Jarrold : Dick Alderman
- 2010 : The Road to Coronation Street de Charles Sturridge : Derek Bennett
- 2010 : Accidental Farmer de Mandie Fletcher : Matt
- 2011 : Le mini Noël des Borrowers (The Borrowers) de Tom Harper : Robert Millman